# Château de Montribloud
Le château de Montribloud est un ancien château fort élevé sur une poype par Humbert V de Thoire-Villars au début du XIVe siècle, restauré au XIXe siècle dans un style néo-classique, qui se dresse sur la commune de Saint-André-de-Corcy dans le département de l'Ain en région Auvergne-Rhône-Alpes. Le château fut le centre de la seigneurie, puis de la baronnie et enfin du comté de Montribloud.

## Localisation
Le château de Montribloud est situé dans le département français de l'Ain sur la commune de Saint-André-de-Corcy, à 3 kilomètres au sud-ouest du bourg, par un chemin qui s'embranche à l'ouest sur la route départementale 43, près de l'étang de Chavalet.

## Historique
L’origine de Montribloud est énigmatique : certains ont voulu faire dériver Montribloud de « Mons terribilis » et y célébrer le lieu de la bataille en 197 apr. J.-C. entre Albin et Septime Sévère luttant pour devenir Empereur romain. D’autres y voient une origine germanique, à travers les quelque transcriptions anciennes relevées « Montribloz, Montriblou, Montriblout ».
Quoi qu'il en soit, au début du XIVe siècle, Montribloud n'était encore qu'un lieu-dit appartenant à Hugues Brun, chanoine de la métropole de Lyon et obédiencier de Saint-Just, qui enjoignit à ses héritiers d'y bâtir une maison religieuse, par son testament de décembre 1313.
La dernière volonté du chanoine ne fut pas exécutée, et sur la large poype où devait être assis le nouveau monastère, les sires de Thoire-Villars édifièrent un château fort.
Le 21 février 1334, Humbert V de Thoire-Villars rend hommage au dauphin de Viennois pour le donjon de Montribloud qu'il vient de dresser sur la poype. Le 4 avril 1354, Humbert VI de Thoire-Villars cède à Jean et à Antoine de Corlier l'office et les droits de la champerie et foresterie de Saint-André et de Montribloud. Le même Humbert VI, par son testament du 16 décembre 1369, assigna une rente de 10 livres in mandamento de Montriblou, aux enfants de Guillaume, bâtard de Villars.
Le 31 octobre 1384, Humbert VII de Thoire-Villars donne, en échange de la terre de Beauvoir (Serrières-sur-Ain) en Bugey, à Eudes de Villars, seigneur du Montellier, son cousin, la seigneurie de Montribloud, avec toute la justice et le fief des paroisses de Saint-André, Civrieux, Bussiges (Civrieux) et Saint-Marcel. Après la mort d'Eudes de Villars, décédé sans enfant, Montribloud passa, en 1418, à ses petits-neveux, fils de Jeanne de la Tour et de Jean de La Baume, comte de Montrevel et maréchal de France.
Il reste dans la puissante famille de La Baume de Montrevel jusqu'à Antoine, comte de Montrevel, qui le vend, en 1590, à Martin et à Jean de Covet, seigneurs de la Mure, riches marchands drapiers originaires de la Bresse. Les Covet vont transformer le château fort ceint de fossés en une demeure Renaissance avec fenêtres à meneaux. Le 8 août 1660, Antoine de Covet, marquis de Villars[réf. nécessaire], obtient que la baronnie de Montribloud soit érigée en comté.
Endetté, son petit-fils Jean-Baptiste de Covet, est acculé à vendre, le 24 janvier 1754, la seigneurie de Montribloud à son créancier, Pierre Nicolau, échevin et trésorier de la ville de Lyon.
Héritant le château de son père, Christophe Nicolau engage le célèbre architecte urbaniste Lyonnais, Jean-Antoine Morand, pour le rebâtir selon son rang. La poype est agrandie, le château adopte un plan néoclassique et un jardin à la française est créé. Mais accusé d’avoir mélangé ses comptes personnels avec ceux de la ville de Lyon, il s’enfuit à Paris. Son fils Antoine Nicolau le cède à un banquier lyonnais Melchior Bodin en 1826, dont le fils Alexandre Bodin, qui sera député de l'Ain, d'abord en 1848, puis au Corps  Législatif, transforme l'allure du château en y introduisant des toitures en ardoises selon la mode de l'époque, tandis qu'il fait remodeler les jardins à l'anglaise. Le château actuel a peu changé d’allure depuis et appartient toujours à la famille Bodin.

## Description
Le château construit en briques est un exemplaire typique des châteaux néo-classique de la Dombes.
Le château est habituellement fermé au public. Auparavant, entre 2005 et 2013, la famille Bodin ouvrit le château à la visite lors des Journées du Patrimoine.